# 마르틴 슈바르츠실트
마르틴 슈바르츠실트 (1912년 5월 31일) – 1997년 4월 10일)는 독일계 미국인 천체 물리학자이다.

## 생애
슈바르츠실트는 포츠담에서 저명한 독일 유대인 학자 집안에서 태어났다. 그의 아버지는 물리학자 카를 슈바르츠실트이고 그의 삼촌은 천체물리학자 로버트 엠덴(Robert Emden)이다. 아버지의 유언에 따라 1916년 가족은 괴팅겐으로 이사했다. 슈바르츠실트는 괴팅겐 대학에서 공부하고 1936년 12월에 박사 시험을 쳤다. 그는 1936년 독일을 떠나 노르웨이를 거쳐 미국으로 갔으며 미 육군 정보부에서 근무했다. 그는 전시 공로를 인정받아 훈공장과 청성상(Bronze Star)을 수상했다. 미국으로 돌아온 후 그는 동료 천문학자 바바라 체리(Barbara Cherry)와 결혼했다. 1947년 마르틴 슈바르츠실트는 프린스턴 대학에서 평생 친구인 라이먼 스피처와 합류했다. 스피처는 슈바르츠실트보다 10일 앞서 사망했다.
항성 구조 및 항성 진화 분야에서 슈바르츠실트의 연구는 맥동하는 별, 차동 태양 회전, 헤르츠스프룽-러셀 도표에서 포스트 주계열 진화 트랙 (별이 적색 거성이 되는 방법 포함), 수소 껍질 소스, 헬륨섬광, 및 성단의 나이에 관한 이해를 높여주었다. 프레드 호일과 함께 그는 중심 주위의 껍질에서 수소를 꾸준히 연소시켜 적색거성 가지를 올바르게 상승시키는 최초의 항성 모델 중 일부를 계산했다. 그와 해름(Härm)은 점근 거성열에서 열 펄스를 통하는 항성 모델을 최초로 계산하였고, 후에 이 모델은 헬륨 - 수소 연소 껍질 사이의 대류 영역을 발생시키는 것을 나타냄을 보였는데, 이러한 현상에 의하여 핵 재를 표면으로 이송할 수 있다. 슈바르츠실트의 1958년 저서인 Structure and Evolution of the Stars는 한 세대의 천체 물리학자들에게 전자 계산기를 항성 모델 계산에 적용하는 방법을 가르쳤다.
1950년대와 60년대에 그는 성층권 망원경 프로젝트를 이끌었는데, 이 프로젝트는 기구가 장착된 풍선을 전례 없는 고도로 상승시켰다. 최초의 성층권 망원경은 태양 쌀알무늬와 흑점의 고해상도 이미지를 생성하여 태양 대기에서 대류의 존재를 확인했으며 두번째 성층권 망원경은 행성, 적색 거성 및 은하 핵의 적외선 스펙트럼을 얻었다. 말년에 그는 타원은하의 역학을 이해하는 데 상당한 기여를 했다. 그는 교사로 유명했으며 여러 과학 학회에서 주요 리더십 직책을 역임했다.
1980년대에 슈바르츠실트는 자신의 수치 기술을 삼축 은하에 대한 모델을 구축하는 데 적용했다.
슈바르츠실트 박사는 프린스턴 대학교의 유진 히긴스(Eugene Higgins) 천문학 명예 교수였으며 그곳에서 대부분의 전문적인 삶을 보냈다.

## 명예

### 수상
- 카를 슈바르츠실트 메달 (1959)
- 헨리 노리스 러셀 강연직(Henry Norris Russell Lectureship) (1960)[7]
- 미국국립과학원 헨리 드레이퍼 메달 (1960)[8]
- 에딩턴 메달 (1963)
- 브루스 메달 (1965)[9]
- 리튼하우스 메달 (1966)
- 왕립천문학회 금메달 (1969)[10]
- 브라우어 상 (1992)
- 발찬상 (1994, 프레드 호일과 함께)
- 국가과학훈장 (1997)

### 그의 이름을 딴 것
- 소행성 4463 마르슈바르츠실트(4463 Marschwarzschild)

## 같이 보기
- 성층권망원경
- 페르합사트론(Perhapsatron)
- 베텔게우스
- 교환 불안정(Interchange instability)